# Ott w kosmosie
Ott w kosmosie (ros. Отть в космосе, est. Ott kosmoses) – radziecki krótkometrażowy film lalkowy z 1961 roku w reżyserii Elberta Tuganova.

## Nagrody
- 1963: Nagroda na I Festiwalu Filmów Aeronautyki i Astronautyki w Deauville (Francja)[2]

## Literatura
- Ellen Niit, Ott kosmoses, Perioodika, 1979[3].
- Ellen Niit, Ott w kosmosie (bajka filmowa), tłum. Teresa Kärmas, Perioodika, 1982.